# تشارلز كولمان سيلرز
تشارلز كولمان سيلرز (بالإنجليزية: Charles Sellers)‏ هو أمين مكتبة ومؤرخ أمريكي، ولد في 16 مارس 1903 في Overbrook (Pittsburgh) ‏ في الولايات المتحدة، وتوفي في 31 يناير 1980 في سيدني في أستراليا.